# Hoeselt
Hoeselt (Limburgs: Hoeiselt) is een dorp in de Belgische provincie Limburg, en een deelgemeente van de stad Bilzen-Hoeselt. Het behoort tot het kieskanton en het gerechtelijk kanton Bilzen-Hoeselt. Op 1 januari 2024 telde de deelgemeente 7.381 inwoners. Hoeselt was een gemeente totdat het op 1 januari 2025 opging in de fusiegemeente Bilzen-Hoeselt. 

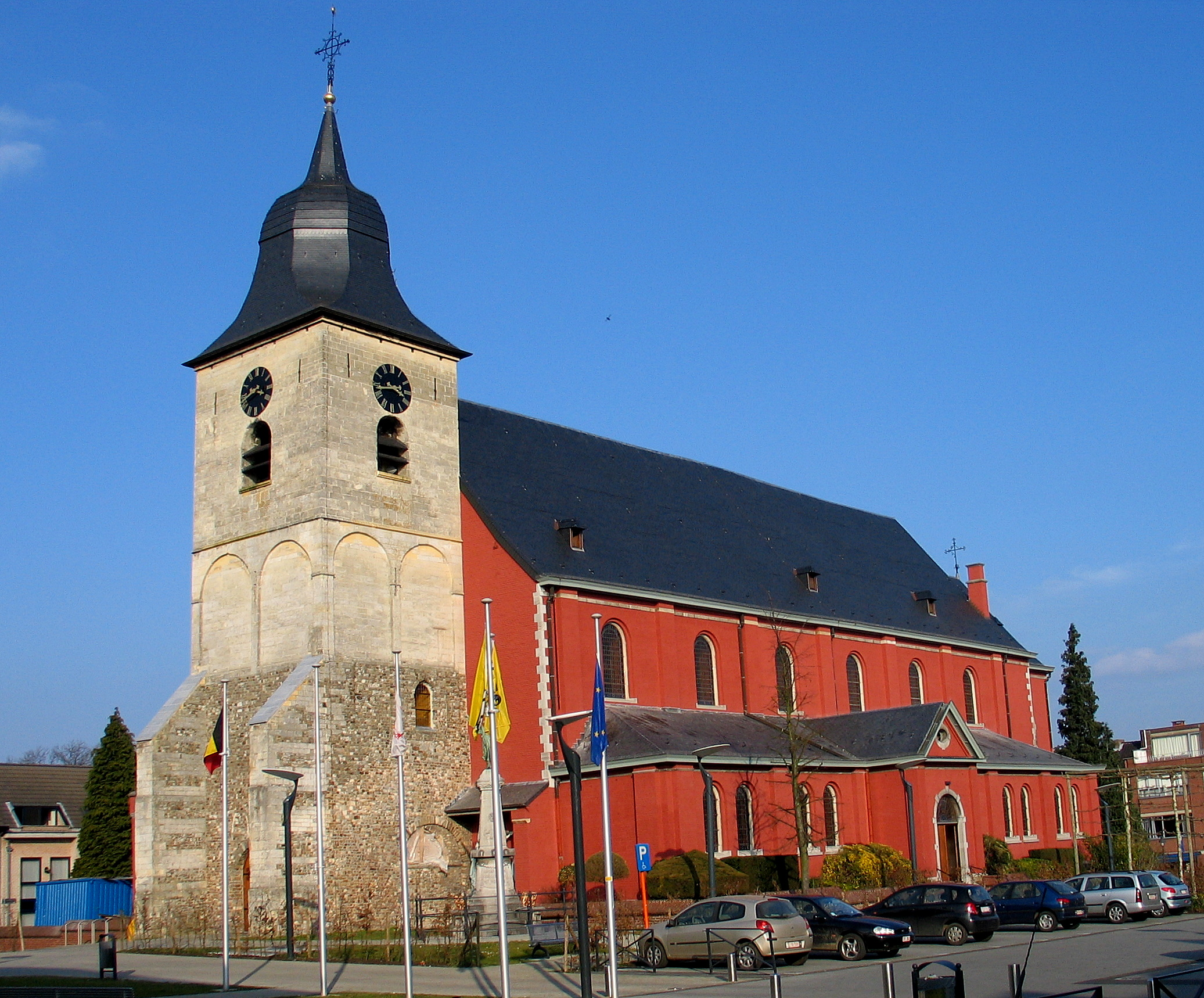
Sint-Stephanuskerk

## Etymologie
Hoeselt werd voor het eerst vermeld in 1066, en wel als Housle. Dit is een samenstelling van Hous (huis) en lo (bos).

## Geschiedenis
Gelegen dicht bij het "Romeinse" Tongeren werden ook in het huidige Hoeselt heel wat overblijfselen ontdekt uit de Romeinse tijd die wijzen op een belangrijke kolonisatie.
Reeds vóór de Karolingische tijd (8e eeuw) werd hier een parochie gesticht, een afscheiding van de Onze-Lieve-Vrouweparochie te Tongeren. Hoeselt was deel van het koninklijk Frankisch kroongebied. Al snel kwam Hoeselt echter onder het directe bestuur van de Prins-bisschop van Luik.
In 1066 werd het tiendrecht en het patronaatsrecht van de parochie Hoeselt door Prins-bisschop Theoduinus van Luik geschonken aan het Onze-Lieve-Vrouwekapittel van Hoei.
Uit de moederparochie Hoeselt ontstonden later 7 onafhankelijke parochies: Sint-Huibrechts-Hern en Vliermaal (omstreeks 1250); Beverst, Romershoven, Schalkhoven, Werm en Alt-Hoeselt (alle in 1830) en uiteindelijk ook Onze-Lieve-Vrouw (Hoeselt) (1948).
Reeds in de Frankische tijd vonden er kleinschalige ontginningen plaats, waarvan de oudste akkers op de zuidelijke hellingen nog getuige zijn. In de 12e en 13e eeuw werden verdere ontginningen doorgevoerd. In de feodale tijd was Hoeselt in acht kwartieren ingedeeld en viel rechtstreeks onder de Prins-bisschop van Luik, wiens gezag vertegenwoordigd was door een kelleneer (voogd). In 1619 werden de heerlijke rechten van Hoeselt verleend aan de Landcommanderij van Alden Biesen, zodat achtereenvolgens de Landcommandeurs Edmond Huyn van Amstenraedt, Godfried Huyn van Amstenraedt en Edmond Godfried van Bocholtz heren van Hoeselt waren. In de eerste jaren dat Edmond Huyn van Amstenraedt heer van Hoeselt was, werd het oude kasteel van de familie Corswarm (sinds 1450 in Hoeselt) door een nieuw vervangen -wellicht door Art of Arnold, wiens vader André en grootvader Art al burgemeester van Hoeselt waren geweest. Arnold trouwde rond 1625 in Luik en verkocht zijn leengoed met het pas herbouwde kasteel in 1629 aan zijn zwager, greffier Willem Moffar of  Moffarts.  Hij had zijn vrij aanzienlijke erfdeel dan reeds ontvangen, maar Arnold bleef de drukkersstiel sur le Marché in Luik nog drie jaar verder beoefenen. Hij had namelijk de drukkerij van zijn oom van moederszijde Pierre de Heers of Heer rond 1598 overgenomen. Hij werd door hem in zijn testament "présentement mon fidèl et bien aymé serviteur" genoemd. Samen met zijn vrouw Marguerite de Liverloo, burgemeestersdochter in Luik, stelde hij op 18 juli een  testament op, en richtte daarin een studiebeurs in aan het Luiks College in Leuven, bedoeld voor alle afstammelingen van zijn vader. Hijzelf stierf kinderloos. Hij bedacht ook het ziekenhuis van Bavière met zijn allodiale goederen, en zijn vrouw was weldoenster van de Luikse karmelieten. Nochtans is er ook sprake van "désastres financiers". In 1683 kwamen de heerlijke rechten weer aan Luik en werd Bernard Guillaume de Hinnisdael, kanunnik van het kapittel van de Sint-Lambertuskathedraal te Luik, tijdelijk Heer van Hoeselt. In 1704 kwam de heerlijkheid aan Willem-Gerard Moffarts, en de familie Moffarts bleef verbonden aan de heerlijkheid tot aan de Franse tijd.
Hoeselt bleef altijd een landbouwdorp, waar tegenwoordig vooral ook de fruitteelt wordt beoefend. Ten noorden van de kom van Hoeselt werd na de Tweede Wereldoorlog een bedrijventerrein ingericht nabij de E313.
In 1971 werden de gemeenten Romershoven en Werm bij de gemeente Hoeselt gevoegd, en in 1977 gingen ook Schalkhoven en Sint-Huibrechts-Hern onderdeel van de gemeente uitmaken, tot de opheffing van de fusiegemeente Hoeselt in 2025.
In het kader van de fusiegolf van 2024-2025 is de gemeente Hoeselt vanaf 1 januari 2025 opgeheven en samen met de gemeente Bilzen opgegaan in de nieuwe fusiegemeente Bilzen-Hoeselt.

## Geografie

### Andere kernen
Deelgemeente Hoeselt bestaat verder nog uit de zelfstandige parochie Alt-Hoeselt in het zuiden, en uit de Onze-Lieve-Vrouwparochie (soms ook wel de Neder of Neroy(e) genoemd) in het noorden.

## Demografie

### Demografische evolutie voor de gemeentefusies
- Bron:NIS - Opm:1831 t/m 1970=volkstellingen op 31 december

### Demografische ontwikkeling van de voormalige fusiegemeente Hoeselt
Alle historische gegevens hebben betrekking op de voormalige gemeente Hoeselt, inclusief voormalige deelgemeenten, zoals ontstaan na de fusie van 1 januari 1977.
- Bronnen:NIS, Opm:1831 tot en met 1981=volkstellingen; 1990 en later= inwonertal op 1 januari

| Inwoners van jaar tot jaar op 1 januari 1992 tot 2024 | Inwoners van jaar tot jaar op 1 januari 1992 tot 2024 | Inwoners van jaar tot jaar op 1 januari 1992 tot 2024 |
| jaar                                                  | Aantal                                                | Evolutie: 1992=index 100                              |
| ----------------------------------------------------- | ----------------------------------------------------- | ----------------------------------------------------- |
| 1992                                                  | 8.757                                                 | 100,0                                                 |
| 1993                                                  | 8.814                                                 | 100,7                                                 |
| 1994                                                  | 8.806                                                 | 100,6                                                 |
| 1995                                                  | 8.899                                                 | 101,6                                                 |
| 1996                                                  | 8.956                                                 | 102,3                                                 |
| 1997                                                  | 9.023                                                 | 103,0                                                 |
| 1998                                                  | 9.085                                                 | 103,7                                                 |
| 1999                                                  | 9.078                                                 | 103,7                                                 |
| 2000                                                  | 9.133                                                 | 104,3                                                 |
| 2001                                                  | 9.210                                                 | 105,2                                                 |
| 2002                                                  | 9.212                                                 | 105,2                                                 |
| 2003                                                  | 9.231                                                 | 105,4                                                 |
| 2004                                                  | 9.271                                                 | 105,9                                                 |
| 2005                                                  | 9.229                                                 | 105,4                                                 |
| 2006                                                  | 9.265                                                 | 105,8                                                 |
| 2007                                                  | 9.343                                                 | 106,7                                                 |
| 2008                                                  | 9.417                                                 | 107,5                                                 |
| 2009                                                  | 9.424                                                 | 107,6                                                 |
| 2010                                                  | 9.516                                                 | 108,7                                                 |
| 2011                                                  | 9.602                                                 | 109,6                                                 |
| 2012                                                  | 9.588                                                 | 109,5                                                 |
| 2013                                                  | 9.618                                                 | 109,8                                                 |
| 2014                                                  | 9.627                                                 | 109,9                                                 |
| 2015                                                  | 9.608                                                 | 109,7                                                 |
| 2016                                                  | 9.643                                                 | 110,1                                                 |
| 2017                                                  | 9.709                                                 | 110,9                                                 |
| 2018                                                  | 9.685                                                 | 110,6                                                 |
| 2019                                                  | 9.688                                                 | 110,6                                                 |
| 2020                                                  | 9.730                                                 | 111,1                                                 |
| 2021                                                  | 9.740                                                 | 111,2                                                 |
| 2022                                                  | 9.833                                                 | 112,3                                                 |
| 2023                                                  | 9.921                                                 | 113,3                                                 |
| 2024                                                  | 10.080                                                | 115,1                                                 |

## Politiek

### Structuur
De gemeente Hoeselt lag in het kieskanton Bilzen en het provinciedistrict Tongeren, het kiesarrondissement Hasselt-Tongeren-Maaseik (identiek aan de kieskring Limburg).
| Hoeselt          | Hoeselt          | Supranationaal         | Nationaal                         | Nationaal          | Gemeenschap       | Gewest            | Provincie         | Arrondissement           | Provinciedistrict | Kanton          | Gemeente        |
| ---------------- | ---------------- | ---------------------- | --------------------------------- | ------------------ | ----------------- | ----------------- | ----------------- | ------------------------ | ----------------- | --------------- | --------------- |
| Administratief   | Niveau           | Europese Unie          | België                            | België             | Vlaanderen        | Vlaanderen        | Limburg           | Tongeren                 | Tongeren          | Tongeren        | Hoeselt         |
| Administratief   | Bestuur          | Europese Commissie     | Belgische regering                | Belgische regering | Vlaamse regering  | Vlaamse regering  | Deputatie         | Deputatie                | Deputatie         | Deputatie       | Gemeentebestuur |
| Administratief   | Raad             | Europees Parlement     | Kamer van volksvertegenwoordigers | Vlaams Parlement   | Vlaams Parlement  | Vlaams Parlement  | Provincieraad     | Provincieraad            | Provincieraad     | Provincieraad   | Gemeenteraad    |
| Kiesomschrijving | Kiesomschrijving | Nederlands Kiescollege | Kieskring Limburg                 | Kieskring Limburg  | Kieskring Limburg | Kieskring Limburg | Kieskring Limburg | Hasselt-Tongeren-Maaseik | Tongeren          | Bilzen          | Hoeselt         |
| Verkiezing       | Verkiezing       | Europese               | Federale                          | Federale           | Vlaamse           | Vlaamse           | Provincieraads-   | Provincieraads-          | Provincieraads-   | Provincieraads- | Gemeenteraads-  |

### Geschiedenis

#### Voormalige Burgemeesters
| Tijdspanne | Tijdspanne  | Burgemeester             |
| ---------- | ----------- | ------------------------ |
|            | 1971 - 1983 | Jozef Thoelen (CVP)      |
|            | 1983 - 1987 | Joris Hardy              |
|            | 1987 - 1989 | Jean Duelen              |
|            | 1989 - 2000 | Fons Capiot (CVP)        |
|            | 2001 - 2012 | Annette Stulens (NIEUW)  |
|            | 2013 - 2015 | Guy Thys (N-VA)          |
|            | 2016-2023   | Werner Raskin (VLD-plus) |
|            | 2023-2024   | Yves Croux (VLD-plus)    |

#### Legislatuur 1977 - 1982
De christendemocratische lijst Christelijk Vlaams Volks (CVV), aangevoerd door Jozef Thoelen, wint de verkiezingen met een absolute meerderheid.

#### Legislatuur 2001 - 2006
De CVP komt bij de verkiezingen van 2000 verdeeld aan de start. Enerzijds is er de CVP-kieslijst, anderzijds de scheurlijst Vlaamse Christen Democraten (VCD) van voormalig CVP-voorzitter Luc Jeurissen. Kort na de verkiezingen komt het tot een breuk tussen voormalig burgemeester Fons Capiot en de partij, hieruit ontstond de Christen Democraten Hoeselt (cdh). In 2005 herenigden de VCD en CD&V.

#### Legislatuur 2013 - 2018
OP de verkiezingszondag van 14 oktober 2012 haalden vier partijen zetels voor de gemeenteraad van 2013 tot eind 2018. VLD-plus werd de grootste partij met zeven zetels. N-VA-Nieuw haalde net als Best (een fusie van CD&V en dissidente leden van NIEUW) zes zetels en CDH (Christen Democraten Hoeselt) twee. Een bestuurscoalitie werd gevormd tussen VLD-plus, N-VA-Nieuw en CDH die samen 15 van de 21 raadsleden tellen. Kleinste partij CDH mag zes jaar de gemeenteraad voorzitten met Alfons Capiot terwijl VLD-plus en N-VA-Nieuw de burgemeester- en schepenzetels delen. Guy Thys (N-VA) wordt burgemeester van 2013 tot eind 2015, daarna wordt hij opgevolgd door Werner Raskin (VLD-plus). Hilde Buysmans (N-VA) is voorzitter van het OCMW. In 2016 werd bekend dat CD&V en cdh opnieuw zouden samensmelten.

#### Legislatuur 2019 - 2024
Bij de gemeenteraadsverkiezingen van 13 oktober 2018 bleef VLD-plus de grootste partij en vormde ze een coalitie met N-VA/Nieuw, een meerderheid van 13 op 21 zetels. Werner Raskin (VLD-plus)  bleef burgemeester, totdat hij in 2023 werd opgevolgd door Yves Croux.

#### Resultaten gemeenteraadsverkiezingen van 1976 tot en met 2018
| Partij of kartel     | Partij of kartel                              | 10-10-1976 | 10-10-1976 | 10-10-1982 | 10-10-1982 | 9-10-1988 | 9-10-1988 | 9-10-1994 | 9-10-1994 | 8-10-2000 | 8-10-2000 | 8-10-2006 | 8-10-2006 | 14-10-2012 | 14-10-2012 | 14-10-2018 | 14-10-2018 |
| Stemmen / Zetels     | Stemmen / Zetels                              | %          | 19         | %          | 19         | %         | 19        | %         | 19        | %         | 21        | %         | 21        | %          | 21         | %          | 21         |
| -------------------- | --------------------------------------------- | ---------- | ---------- | ---------- | ---------- | --------- | --------- | --------- | --------- | --------- | --------- | --------- | --------- | ---------- | ---------- | ---------- | ---------- |
|                      | Christen Democraten Hoeselt4/ WIJ Hoeselt5    | 58,181     | 11         | 41,472     | 8          | 26,032    | 5         | 34,92     | 7         | 25,442    | 6         | 15,274    | 3         | 11,784     | 2          | 14,65      | 2          |
|                      | CVV1/ CVP2/ CD&V6/ BEST Hoeselt7/ BEST GroenB | 58,181     | 11         | 41,472     | 8          | 26,032    | 5         | 34,92     | 7         | 25,442    | 6         | 19,316    | 4         | 23,667     | 6          | 26,4B      | 6          |
|                      | VCD3                                          | 58,181     | 11         | 41,472     | 8          | 26,032    | 5         | 34,92     | 7         | 12,763    | 2         | 19,316    | 4         | 23,667     | 6          | 26,4B      | 6          |
|                      | sp.a-Groen!A/ BEST GroenB                     | -          |            | -          |            | -         |           | -         |           | -         |           | 7,27A     | 1         | -          |            | 26,4B      | 6          |
|                      | SP1/ sp.a-Groen!A / sp.a2                     | -          |            | -          |            | 9,781     | 1         | 10,851    | 1         | 8,371     | 1         | 7,27A     | 1         | 4,892      | 0          | -          |            |
|                      | HAB1/ VU2/ NIEUW3/ NIEUW-N-VA4/ N-VA/Nieuw5   | -          |            | 58,531     | 11         | 33,482    | 8         | 33,111    | 7         | 21,713    | 5         | 25,953    | 6         | 26,624     | 6          | 20,95      | 4          |
|                      | PVV1/ VLD2/ VLD-VIVANT3/ VLD-plus4            | -          |            | -          |            | 24,511    | 5         | 21,142    | 4         | 31,722    | 7         | 22,163    | 5         | 28,204     | 7          | 38,14      | 9          |
|                      | Vlaams Belang                                 | -          |            | -          |            |           |           | -         |           | -         |           | 10,05     | 2         | 4,85       | 0          | -          |            |
|                      | HIH                                           | -          |            | -          |            | 4,44      | 0         | -         |           | -         |           | -         |           | -          |            | -          |            |
|                      | ADDA                                          | -          |            | -          |            | 1,77      | 0         | -         |           | -         |           | -         |           | -          |            | -          |            |
|                      | GBLH                                          | 41,82      | 8          | -          |            | -         |           | -         |           | -         |           | -         |           | -          |            | -          |            |
| Totaal stemmen       | Totaal stemmen                                | 5479       | 5479       | 5857       | 5857       | 6204      | 6204      | 6527      | 6527      | 6938      | 6938      | 7129      | 7129      | 7184       | 7184       | 7205       | 7205       |
| Opkomst %            | Opkomst %                                     |            |            |            |            | 97,95     | 97,95     | 97,16     | 97,16     | 96,32     | 96,32     | 96,81     | 96,81     | 94,90      | 94,90      | 95,0       | 95,0       |
| Blanco en ongeldig % | Blanco en ongeldig %                          | 2,15       | 2,15       | 4,76       | 4,76       | 3,71      | 3,71      | 4,55      | 4,55      | 4,08      | 4,08      | 3,66      | 3,66      | 4,68       | 4,68       | 4,5        | 4,5        |

De zetels van de gevormde coalitie staan vetjes afgedrukt. De grootste partij is in kleur.
Voor de verkiezingsresultaten van 2024 en later, zie de gemeente Bilzen-Hoeselt.

## Bezienswaardigheden
- De Sint-Stephanuskerk
- Het domein Burghof, met daarin twee oorspronkelijk gescheiden kastelen
  - het Bethaniakasteel of Kasteel Burghof en
  - het kasteel de Brouckmans
- De motheuvel, nabij de Hulstraat, is het restant van een vroegmiddeleeuwse versterkte woning, waarvan de motte en de ringgracht bewaard zijn gebleven.
- Kasteel van Bockrijck, aan Dorpsstraat 49
- Kasteel Weyer, aan Pasbrugstraat 1
- Hof van Oprode, aan Groenstraat 82, een vierkantshoeve
- Lindekapel
- Jeugdkapel
- De Volmolen
- Het Twee Kruisenveld

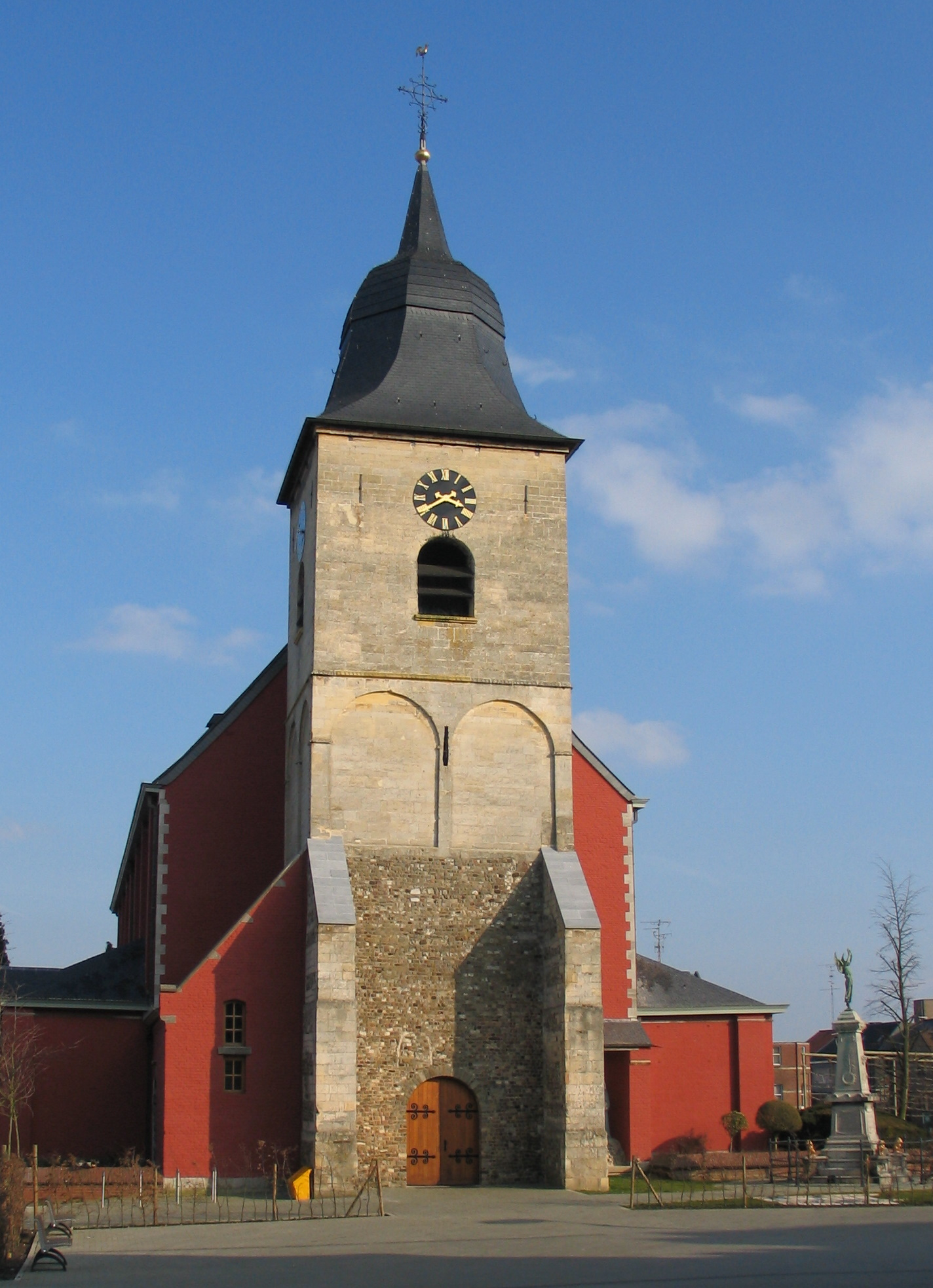
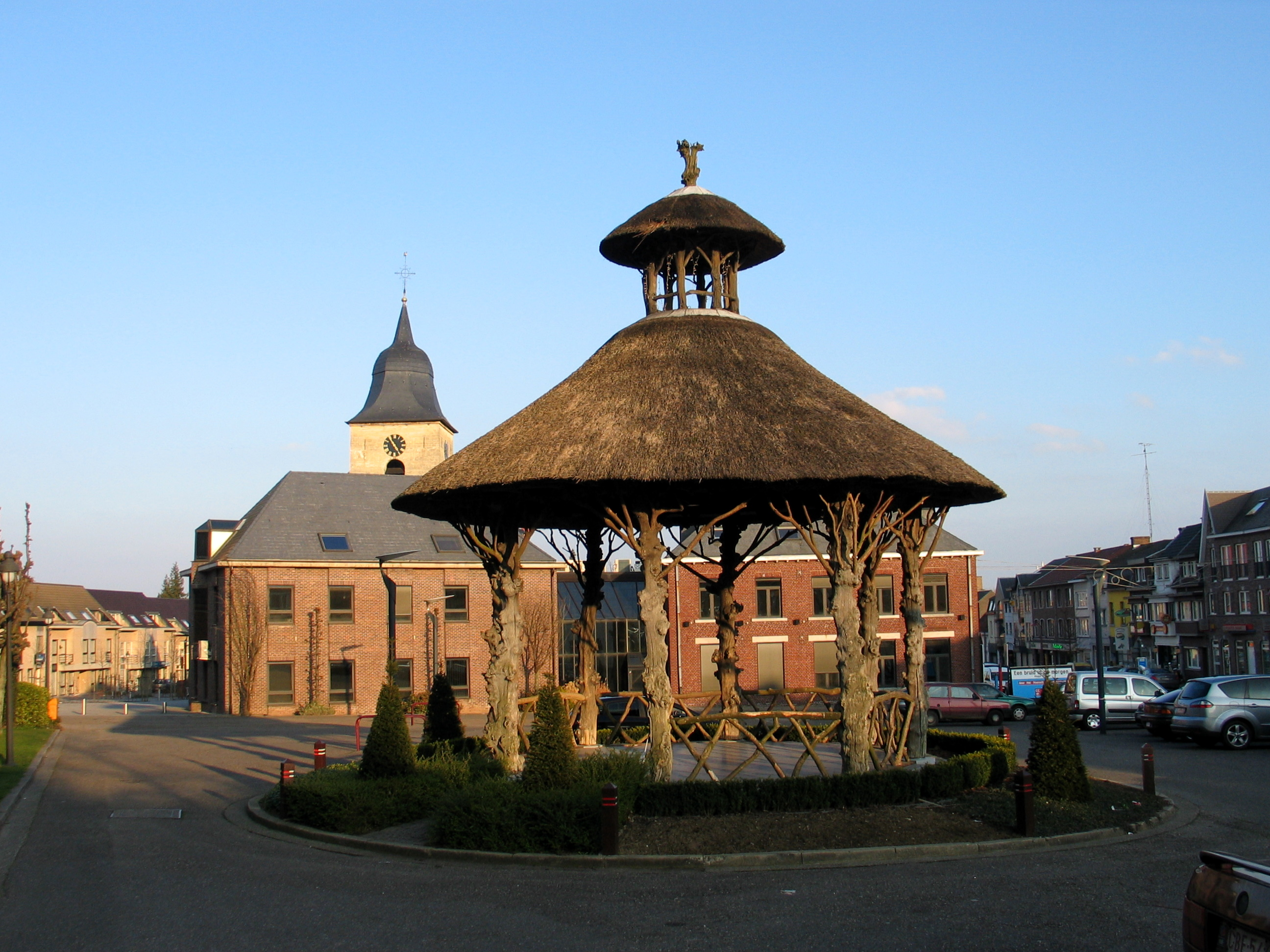
Kiosk op het marktplein

## Natuur en landschap
Hoeselt bevindt zich in de regio Vochtig Haspengouw. De kern van Hoeselt leunt nog aan bij het meer stedelijke Bilzen. Het grondgebied van de voormalige gemeente ten zuiden van de kern heeft alle kenmerken van een ruraal landschap van vochtig Haspengouw: natuurlijke valleien, reliëfverschillen met valleihellingen, kasteeldomeinen met bossen, lintbebouwing, boomgaarden en graslanden.
Hoeselt ligt op een heuvelige vlakte waarvan de hoogte varieert van 45 tot 100 meter. Ten oosten van Hoeselt bevindt zich de vallei van de Demer, waar zich broekbossen bevinden.

## Bekende personen
- Thérèse de Broukmans (1796-1865), barones
- Lambrecht Lambrechts (1865-1932), toneelschrijver, dichter, zanger, folklorist
- Eric Vanlessen (1948), voetballer en voetbaltrainer
- Willy Geurts (1954), voetballer en voetbaltrainer